# Генрих II (маркграф Мейсена)
Генрих II Младший (нем. Heinrich II.  der Jüngere ; ок. 1103/1104 — сентябрь/октябрь 1123) — граф Айленбурга, маркграф Лужицкой и Мейсенской марок с 1103/1104, сын маркграфа Генриха I и Гертруды Брауншвейгской.

## Биография
Генрих II был посмертным сыном маркграфа Генриха I. Его мать Гертруда Брауншвейгская добилась, чтобы её назначили опекуном ещё не рождённого ребёнка. Однако ей пришлось отстаивать права сына перед двоюродными братьями покойного Генриха I, Деди IV и Конрадом, которые предъявили права на наследство.
После смерти в 1117 году матери и по достижении совершеннолетия Генрих II начал борьбу против Конрада фон Веттина. В итоге в 1121 году Генриху удалось захватить Конрада, который пробыл в плену до смерти Генриха.
В начале 1123 года Генрих вместе с тестем, маркграфом Северной Марки Лотарем Удо III фон Штаде, поддержали епископа Хальберштадта Райнхарда против герцога Саксонии Лотаря Супплинбургского.
Генрих умер в сентябре или октябре 1123 года от отравления. Поскольку он детей не оставил, за его наследство разгорелась борьба между Конрадом фон Веттином и Випрехтом II фон Гройч, которому император Генрих V передал Мейсенскую и Лужицкую марки.

## Брак
Жена: Адельгейда фон Штаде (ок. 1098/1106 — ?), дочь маркграфа Северной Марки Лотаря Удо III фон Штаде и Ирмгарды фон Плёцкау. Детей не было.